# New York University Institute of Fine Arts
L'Institute of Fine Arts (institut des beaux-arts) est l'une des quatorze divisions de l'Université de New York (New York University, ou NYU). Elle propose divers diplômes (Master of Arts, Doctor of Philosophy, etc.) et représente l'une des meilleures écoles pour l'enseignement de l'histoire de l'art. Elle participe à des programmes de fouilles archéologiques comme ceux d'Aphrodisias, en Turquie, du Sanctuaire des Dieux à Samothrace et à Abydos en Égypte.
Elle est hébergée dans la Duke House depuis 1952.

## Diplômés célèbres
- Philippe de Montebello, directeur du Metropolitan Museum of Art de New York depuis 1977.
- Bill Berkson, poète, critique littéraire, essayiste, éditeur et professeur d'université.
- Lucie Rocher, photographe